# Lawa (Maroni)
Lawa je rijeka u Južnoj Americi. Dio je međunarodne granice između Surinama i Francuske Gijane. Nastaje sutokom Litanija i Malanija. Nizvodno od sutoka s rijekom Tapanahony zove se Maroni. Ukupna dužina Litanija, Lawe i Maronija je 612 km. Važni pritoci su Tampok, Inini i Grand Abounami.
Nakon što je zlato otkriveno na obalama rijeke Lawa, guverner Surinama, Cornelis Lely, naredio je izgradnju željezničke pruge Lawa 1902. godine. Izgradnja željezničke pruge je zaustavljena kada se proizvodnja zlata u tom području pokazala razočaravajućom.

## Vanjske poveznice
|  | Zajednički poslužitelj ima još gradiva o temi Lawa (Maroni) |